# أندريه تارديو
أندريه بيير غابريل أميدي تارديو (بالفرنسية André Pierre Gabriel Amédée Tardieu) : سياسي فرنسي.
ولد فرانسوا تارديو بتاريخ 22 أيلول 1876 في باريس، وتوفي في منتون بتاريخ 15 أيلول 1945.
استلم رئاسة مجلس الوزراء الفرنسي أكثر من مرة، وكان وزيراً لعدة مرات.

## روابط خارجية
- أندريه تارديو على موقع الموسوعة البريطانية (الإنجليزية)